# Římskokatolická farnost Prunéřov
Římskokatolická farnost Prunéřov (lat. Brunnersdorfium) je zaniklá církevní správní jednotka sdružující římské katolíky v Prunéřově a okolí. Organizačně spadalo do krušnohorského vikariátu, který je jedním z deseti vikariátů litoměřické diecéze.

## Historie farnosti
Tzv. stará farnost pochází z neznámého roku. Matriky jsou vedeny od roku 1611.
Farnost existovala do 31. prosince 2012 jako součást kadaňského farního obvodu. Od 1. ledna 2013 zanikla sloučením do farnosti-děkanství Kadaň.

### Duchovní správcové vedoucí farnost
Začátek působnosti jmenovaného v duchovní správě farnosti od:
- 1524 Joannes Sapper, O. Melit.
- 1659 Ciriacus Tanner
- 1666 Melchior Tschautner
- 1667 Tobias Hankel
- 1674 Wolfgangus Krümes
- 1676 Adalbertus Kugler
- 1694 Franciscus Dittrich
- 1697 Gabriël Krives
- 1708 Josephus Bärl
- 1724 Andreas Franciscus Pertl
- 1759 Felix Czech
- Josephus Heinl
- 1776 Matthaeus Permann, † 16. 3. 1788
- 1789 Theophilus Albrecht, n. 26. 1. 1745 Dobřanens., o. 21. 12. 1765, † 17. 9. 1820
- 1820 Karel Hanl, n. 4. 9. 1782 Krbice, o. 8. 9. 1805, † 7. 10. 1874 (bisk. H. K.)
- 1822 Franc. Melzer, n. 20. 10. 1778 Brunnersdorf, o. 30. 8. 1806, † 30. 4. 1852
- 1853 Jos. Schierl, n. 9. 7. 1802 Kunicens., o. 4. 4. 1826, † 18. 8. 1873
- 1874 par. vacat, admin. interc. Josef Rummer
- 1875 Franc. Hellmich, n. 18. 10. 1807 Magno- Koerbic., o. 25. 7. 1833, † 16. 6 1878
- 1878 Ludov. Haumer, n. 4. 4. 1844 Hohentann., o. 15. 7. 1867, † 26. 1. 1882
- 1882 Car. Strohwasser, n. 11. 2. 1841 Hagensdorf, o. 30. 1. 1864, † 18. 9. 1928
- 1907 Adolph. Grössl, n. 16. 1. 1871 Rednitz, o. 7. 7. 1895, † 1. 11. 1940
- 1940 par. vacat, admin. interc. Ioann. Scherling
- 1944 par. vacat, admin. excurr. Henricus Henke
- 1. 5. 1945 par. vacat, admin. Josef Hanus
- 1. 6. 1946 Oldřich Hodač
- 1. 7. 1948 Jan Josef Bárta O.F.M.
- 1. 6. 1950 František Jan Štikar O.F.M., admin. excurr.
- 1. 8. 1960 Miroslav Kubík
- 1. 10. 1970 Jan Kozár
- 1. 7. 1986 Miroslav Maňásek
- 1. 7. 1990 Jiří Kabát CSsR
- 1. 2. 1991 Jozef Piroh
- 1. 5. 1993 Petr Kubíček
- 1. 1. 1994 Tomáš Pirný
- 1. 3. 1996 Richard Madej
- 15. 11. 1997 – 31. 12. 2012 Josef Čermák, admin. excurr.[3]

Kromě kněží stojících v čele farnosti, působili ve farnosti v průběhu její historie i jiní kněží. Většinou pracovali jako farní vikáři, kaplani, katecheté, výpomocní duchovní aj.

## Území farnosti
Do farnosti náleželo území obcí:
- Bystřice[4] (Wistritz)[p 2]
- Milžany[5] (Milsau)[p 2]
- Nová Víska (Neudörfel)[p 2]
- Potočná[6] (Schönbach)[p 2]
- Prunéřov (Brunnersdorf)[p 2]

## Římskokatolické sakrální stavby a místa kultu na území farnosti
| | Stavba                      | Místo                   | Bohoslužby              | Zeměpisné souřadnice             | Status                  | Wikidata                |                         |
| Zaniklé sakrální stavby | Zaniklé sakrální stavby     | Zaniklé sakrální stavby | Zaniklé sakrální stavby | Zaniklé sakrální stavby          | Zaniklé sakrální stavby | Zaniklé sakrální stavby | Zaniklé sakrální stavby |
| --- | --------------------------- | ----------------------- | ----------------------- | -------------------------------- | ----------------------- | ----------------------- | ----------------------- |
| 1. | Kostel sv. Petra a Pavla    | Prunéřov                | nelze sloužit           | 50°24′46″ s. š., 13°16′24″ v. d. | zbořený farní kostel    | (Q26242962)             |                         |
| 2. | Kostel Narození Panny Marie | Bystřice                | nelze sloužit           | 50°23′35″ s. š., 13°16′55″ v. d. | zbořený filiální kostel | (Q25373535)             |                         |
| Některé drobné sakrální stavby a pamětihodnosti lze dohledat zde v databázi Drobné sakrální památky Zaniklé sakrální stavby lze dohledat zde v databázi Poškozené a zničené kostely, kaple a synagogy v České republice |                             |                         |                         |                                  |                         |                         |                         |

Ve farnosti se mohou nacházet i další drobné sakrální stavby, místa římskokatolického kultu a pamětihodnosti, které neobsahuje tato tabulka.